# Chaetoparia careyi
Chaetoparia careyi är en ringmaskart som beskrevs av Fauchald och Hancock 1981. Chaetoparia careyi ingår i släktet Chaetoparia och familjen Phyllodocidae. Inga underarter finns listade i Catalogue of Life.